# K.T. Harrell
Keylon Tobias Harrell, detto K.T. (Wiesbaden, 5 luglio 1992), è un ex cestista statunitense, professionista in Europa.